# Waldhof am Bogensee

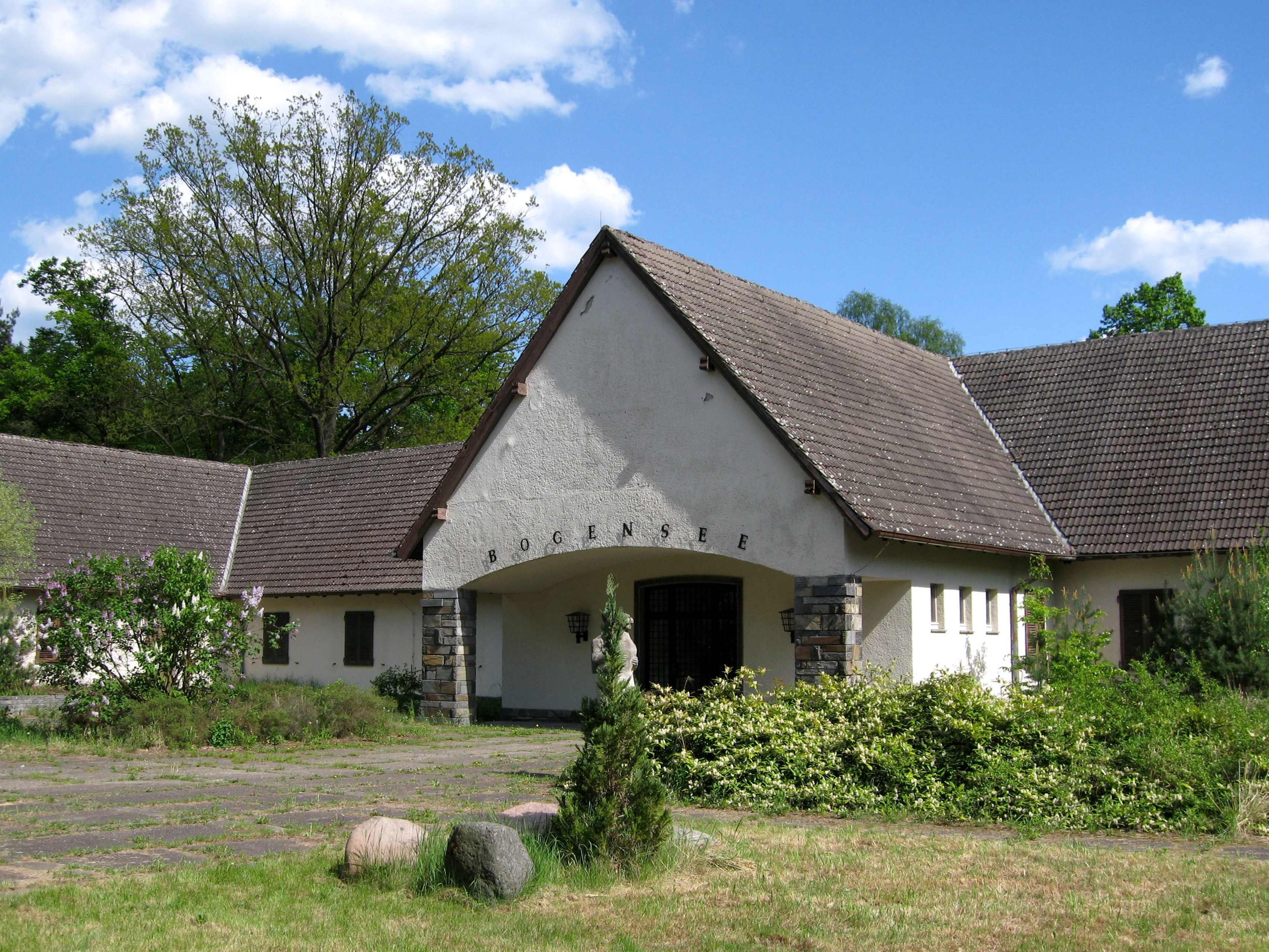
Wohngebäude des Waldhofs (2008)

Der Waldhof am Bogensee ist der ehemalige Landsitz von NS-Propagandaminister Joseph Goebbels etwa 200 Meter nordwestlich des Bogensees in Wandlitz, Landkreis Barnim. Er erhielt das Gelände mit einer Blockhütte von der Stadt Berlin geschenkt und ließ das dreiflügelige Gebäude 1939 errichten. Als Teil der Gesamtanlage Jugendhochschule „Wilhelm Pieck“ & Goebbels-Landsitz „Waldhof“ stehen heute das Wohnhaus, ein Gästehaus, Wach- und Wirtschaftsgebäude sowie drei Bunker unter Denkmalschutz. Sie zählen zum Wohnplatz Bogensee.

## Geschichte
Der ehemalige Kämmerer und Geheime Rat des ins Exil gegangenen Kaisers, Graf Wilhelm von Redern, verkaufte 1919 hoch verschuldet sein rund 5.000 Hektar umfassendes und 1876 erworbenes Gut Lanke mit dem Bogensee für fast 20 Millionen Mark an den Magistrat von Berlin.
Im Jahr 1936 schenkte die Stadt Berlin das Nießbrauchsrecht auf Lebenszeit für den Bogensee und 496,3 Hektar Land Reichspropagandaminister Joseph Goebbels zu dessen 39. Geburtstag. Goebbels schrieb hierzu in sein Tagebuch: „Ein Waldidyll. Wunderbar! Ein kleiner Hügel, und von da sieht man nur Wasser, Bäume, Wiese. Und ringsum tiefe Einsamkeit.“ Der Berliner Oberbürgermeister Lippert ließ aus einem außerplanmäßigen Etat am Ostufer des Sees ein Blockhaus nach dem Modell eines Fertigbauhauses bauen. Goebbels nutzte das Haus als „Liebesnest“. Erst 1938, nachdem Hitler ihm befohlen hatte, seine Affäre mit der Schauspielerin Lída Baarová zu beenden (und damit die drohende Scheidung abzuwenden), zog Goebbels Familie in das Blockhaus ein. Die Kinder besuchten dann die Schule im Dorf Wandlitz, wohin sie mit einer Kutsche gebracht wurden.
Da das Blockhaus bald Goebbels’ Ansprüchen nicht mehr genügte, ließ er 1939 nordwestlich des Sees in 200 Meter Entfernung vom Ufer einen neuen Landsitz, den Waldhof am Bogensee, nach einem Entwurf des Berliner Architekturbüros von Jürgen und Heinrich Schweitzer mit Hugo Constantin Bartels errichten. Goebbels verkaufte das Gebäude 1942 an die Cautio Treuhand GmbH, nutzte es aber weiterhin.
Das Hauptgebäude mit Walmdach und Natursteinsockel hatte eine Grundfläche von 1600 m² und 30 Privaträume, 40 Dienstzimmer, einen 100 Quadratmeter großen Filmsaal und 60 Telefone. Dazu kamen ein Wirtschaftsgebäude und ein Gästehaus mit Besprechungszimmer, in dem auch SS-Wachmannschaften untergebracht waren. Im Jahr 1944 erhielt die Anlage wegen der zunehmenden Luftangriffe auf Berlin und die Umgebung einen Hausbunker. Das Landhaus war mit einem eigenen Wasserwerk, einem Klärwerk, einer kaum sichtbaren Klimaanlage, einem Kino, nach unten versenkbaren Fenstern und einem Zimmer mit zwei Kaminen ausgestattet. Die UFA trug 1,5 Millionen Reichsmark zum Bau bei. 
Goebbels empfing dort Prominente aus Künstlerkreisen und aus der Politik wie Zarah Leander, Emil Jannings und Heinz Rühmann.

### Nach 1945
Auf dem Gelände wurde 1946 die Jugendhochschule „Wilhelm Pieck“ der FDJ errichtet. Hierzu entstanden weitere Gebäude.

### Nach der Wiedervereinigung
Der Waldhof gehört der Stadt Berlin und wird seit 2000 größtenteils nicht mehr genutzt. In einem Nebengebäude befindet sich die Waldschule Bogensee. Im Mai 2024 bot der Berliner Finanzsenator Stefan Evers (CDU) an, das Gelände zu verschenken, da der Aufwand für Sicherung und Unterhalt in die Millionen gehen würde. Er kündigte an, die Gebäude notfalls abreißen zu lassen.